# VDO-Siemens Betriebsgelände nördlich Babenhausen
VDO-Siemens Betriebsgelände nördlich Babenhausen este o arie protejată (arie specială de conservare — SAC, sit de importanță comunitară — SCI) din Germania întinsă pe o suprafață de 0,52 ha, integral pe uscat.

## Localizare
Centrul sitului VDO-Siemens Betriebsgelände nördlich Babenhausen este situat la coordonatele 49°58′21″N 8°57′07″E / 49.9725°N 8.9519°E.

## Înființare
Situl VDO-Siemens Betriebsgelände nördlich Babenhausen a fost declarat sit de importanță comunitară în noiembrie 2004 pentru a proteja 1 specie de plante. Situl a fost protejat și ca arie specială de conservare în martie 2008.

## Biodiversitate
Situată în ecoregiunea continentală, aria protejată conține 1 habitat natural: Vegetație psamofilă uscată cu pășuni deschise de Corynephorus și Agrostis.
La baza desemnării sitului se află o specie protejată de  plante: Jurinea cyanoides.